# PB Ohe 1/2
Der Ohe 1/2 ist ein elektrischer Schmalspurtriebwagen der Pilatusbahn (PB), der ausschliesslich auf Zahnradstrecken, die nach dem System Eduard Lochers gefertigt sind, fährt. Er wurde 1954 in Dienst gestellt. Eingesetzt wird der Ohe 1/2 zum Materialtransport zu den Hotels auf dem Pilatus und gegebenenfalls zu bahneigenen Zwecken.
Mit der Modernisierung der Pilatusbahn 2023 wird der Wagen durch den Neubau-Gütertriebwagen PB Xhe 2/2 49 ersetzt werden.

## Technik
Die Kraftübertragung erfolgt wie bei den Bhe 1/2 ausschliesslich über die waagerecht liegenden Zahnräder.

## Besonderheiten
Der Aufbau des Triebwagens ist abnehmbar und kann durch den Kasten des Bhe 1/2 Nr. 29 ersetzt werden, wodurch er zum Personen-Triebwagen wird. Seit 2020 wurde diese Umbau-Möglichkeit nicht mehr genutzt; im Juni 2022 wurde der Wagenkasten des Nr. 29 abgebrochen.